# 慧日講堂

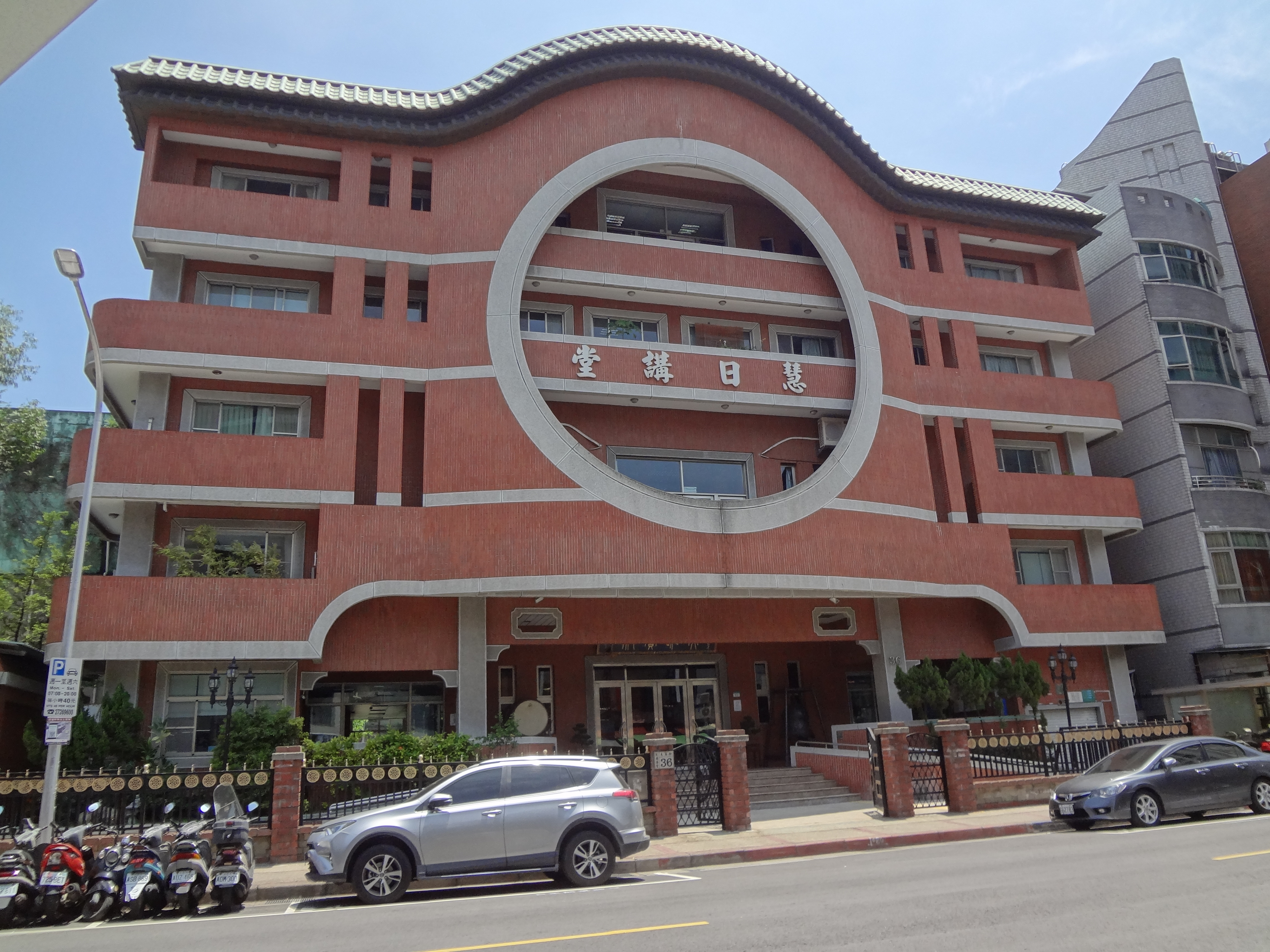
慧日講堂

慧日講堂，是台灣台北市主祀釋迦牟尼之佛教廟宇，位於台北市中山區朱崙街鄰中興中學。由佛教法師印順導師於1960年創設，並在1997年重建，該廟宇的組織型態為管理人制，祭典日期則是每年農曆之十二月初八。
除講堂創始人印順，其同臂印海法師等也曾主持該講堂。1960年代該講堂為台灣少見佛教正信廟宇，今仍為台灣佛教知名宣教場所。

## 歷屆住持及道場特色
印順法師創建「慧日講堂」之後，歷屆住持繼續發揚印順思想，對象是一般社會大眾，祈福的大眾也要培養智慧；印順法師創辦的「福嚴佛學院」，專為培育僧才，研究佛學智慧也要同時培福。印順法師將「福慧雙修」的佛教思想，注入慧日講堂和福嚴佛學院。近年則由弟子接續住持，包括印海法師、真華法師、如虛法師、厚行法師、晴虛法師、厚賢法師、慈忍法師、厚觀法師、宏印法師。道場以發揚慧學為主，後來的住持弟子們，在「慧日佛學班」，長期開設佛學課程，主要教授印順法師專研大乘佛教的中觀思想。

## 外部連結
慧日講堂 （页面存档备份，存于）
福嚴佛學院 （页面存档备份，存于）
1. ↑  . 慧日講堂.   [2015-03-22]. （原始内容存档于2020-08-13） （中文）.